# Ascott-under-Wychwood
Ascott-under-Wychwood è un villaggio e parrocchia civile dell'Inghilterra, appartenente alla contea dell'Oxfordshire.